# NGC 4056
NGC 4056 ist eine kompakte elliptische Galaxie vom Hubble-Typ C im Sternbild Haar der Berenike am Nordsternhimmel. Sie ist schätzungsweise 328 Millionen Lichtjahre von der Milchstraße entfernt.
Das Objekt wurde am 18. März 1865 von Albert Marth entdeckt.